# Violon et pipe (Le Quotidien)
Violon et pipe (Le Quotidien) est un tableau de Georges Braque conservé au musée national d'Art moderne à Paris. D'une dimension de  74 × 106 cm, il a été réalisé fin 1913 - début 1914, vers la fin des recherches de Braque sur le « cubisme analytique ». Celles-ci ont débouché l'année suivante sur le « cubisme synthétique », avec une période intermédiaire, celle des papiers-collés, dont ce tableau est un représentant.

## Contexte et description
Ses recherches sur la composition picturale et sur les matériaux conduisent Braque  à  une suite de tableaux généralement réunis sous le terme de papiers collés, car l'artiste utilise à la fois des papiers, qu'il travaille pour leur donner l'allure de faux bois, et d'autres matériaux qu'il connait bien pour avoir travaillé comme apprenti décorateur. C'est le cas de ce tableau qui est composé de craie, fusain, papier collé uni, faux bois, galon de papier, papier noir, journal sur papier contrecollé sur carton, qui est une « machine à voir » selon les propos de Jean Paulhan contenus dans sa lettre du 24 mai 1953.. À cette époque, Braque travaille seul à Sorgues (Vaucluse). Picasso, qui suivait ses expérimentations, est reparti début octobre à Paris où il commence à s'approprier la découverte de papiers collés.
Après avoir travaillé en duo avec le peintre espagnol, Braque continue ses recherches seul. Il les poursuit jusqu'en août de l'année suivante, où il est appelé sur le front de la Grande Guerre, ce qui interrompt sa carrière pendant près de quatre ans.
Sans réellement marquer un retour à la couleur, les papiers collés de Braque amorcent un retour à la lumière, un « éclaircissement » dans les travaux du peintre : ce que Jean Paulhan qualifie de « Machines à voir » dans une lettre du 24 mai 1953.

## Expositions
- Le Cubisme, Centre national d'art et de culture Georges-Pompidou, Paris, 2018-2019.